# Énicure nain
Enicurus scouleri
Espèce
Statut de conservation UICN

 LC  : Préoccupation mineure
L'Énicure nain (Enicurus scouleri) est une espèce d'oiseaux de la famille des Muscicapidae.
Son épithète spécifique est attribué au chirurgien militaire et collectionneur britannique John Scouler (en) (1804-1871).

## Systématique
L'espèce Enicurus scouleri a été décrite pour la première fois en 1832 par l'ornithologue irlandais Nicholas Aylward Vigors (1785-1840).

## Répartition
Son aire s'étend à travers l'Himalaya, le Sud de la Chine et Taïwan.